# Smooth McGroove
Smooth McGroove (vlastním jménem Max Gleason) je americký hudebník, který je znám pro svou hudební tvorbu zaměřenou na žánr a cappella. V drtivé většině jde o hudbu z videoher, kterou veřejně prezentuje na serveru YouTube. Jeho tvorba je charakteristická tím, že všechny vokály tvoří pouze jeho hlas. Jeho videoklipy, jež uveřejňuje na server youtube, obsahují snímky z nahrávání jednotlivých vokálů, seřazené do obdélníku a přehrávané najednou. Uprostřed je okno s nahrávkou videohry, z níž hudbu převzal a ve stylu a cappella předělal. V některých snímcích vystupuje i jeho kočka Charl.

## Tvorba
Max Gleason žije v Oklahoma City a než se začal hudbě ve stylu a cappella věnovat naplno, pracoval jako soukromý učitel hudby. V roce 2013 začal na server youtube nahrávat svá první díla. Mezi jeho a cappellové předělávky patří téměř výhradně jen vybrané písně ze sérií klasických her jako např. The Legend of Zelda, Final Fantasy, Mega Man, Mario nebo Sonic the Hedgehog a dalších. Jeho videa měla ze začátku malou publicitu, ale poté, co si jeho tvorby všimla společnost Nintendo a umístila předělávku písně ze hry The Legend of Zelda: The Ocarina of Time na své profily v sociálních sítích, nalákala na jeho tvorbu statisíce fanoušků. Díky této získané popularitě se nakonec rozhodl přestat pracovat jako lektor hudby a začal se své vášni věnovat naplno a profesionálně tak, aby byl schopen dokončit každou novou píseň do týdne.